# 阿苏 (巴西)
阿苏（葡萄牙語：Açu）是巴西北里奥格兰德州的一座城市，面积1,292平方公里，人口5.2万人（2007年）。